# Pygmaena venetaria
Pygmaena venetaria là một loài bướm đêm trong họ Geometridae.